# Montanalestes
Montanalestes − rodzaj wymarłego ssaka, żyjącego w kredzie na terenie Ameryki Północnej. Należał do ssaków wyższych i spokrewniony był z pierwszymi torbaczami i łożyskowcami.